# 천이영역 및 코로나 탐사선
천이영역 및 코로나 탐사선(Transition Region And Coronal Explorer; TRACE)는 코로나의 천이 영역 및 태양광구의 관측과 높은 분해능 이미지를 제공함으로써 태양의 미세크기의 자기장과 연관된 플라즈마 구조 사이의 관계를 조사하기 위해 설계된 NASA의 우주망원경이다. TRACE의 주요 임무는 태양 대기의 낮은 코로나 루프의 미세구조를 관측하는 것이다. TRACE는 1998년에 시작하여 2010년에 마지막 임무를 수행한 작은 탐험 프로그램(SMEP)이다.
위성은 나사의 고다드 우주 비행 센터에 의해 만들어졌고 탑재된 망원경은 록히드 마틴의 고급기술센터가 이끈 합작기업에 의해 만들어졌다. TRACE는 페가수스 XL으로 1998년 4월에 발사되었고 망원경의 구경은 30cm이며 1024×1024의 CCD를 가지고 있다. 망원경은 가시광선에서 라이먼 알파선을 거쳐 원자외선까지 이르는 파장 범위의 영상을 얻을 수 있도록 설계되었다. 광학계는 잘 반사가 되지 않는 EUV광의 초점을 맞추기 위해 1980년대 후반과 1990년대에 처음으로 태양 영상을 촬영하는데 사용되었던 특수한 적층기술을 사용하고 있다.